# Hilden
Hilden (pronunciación en alemán: /ˈhɪldn̩/ⓘ) es un municipio situado en el distrito de Mettmann, en el estado federado de Renania del Norte-Westfalia (Alemania), con una población a finales de 2016 de unos 55 569 habitantes.
Se encuentra ubicado al noroeste del estado, en la región de Düsseldorf —más concretamente en el antiguo estado de Berg y dentro de la región metropolitana Rin-Ruhr—, a escasos kilómetros de Düsseldorf y Solingen y cerca de las ciudades de Leverkusen y Colonia.

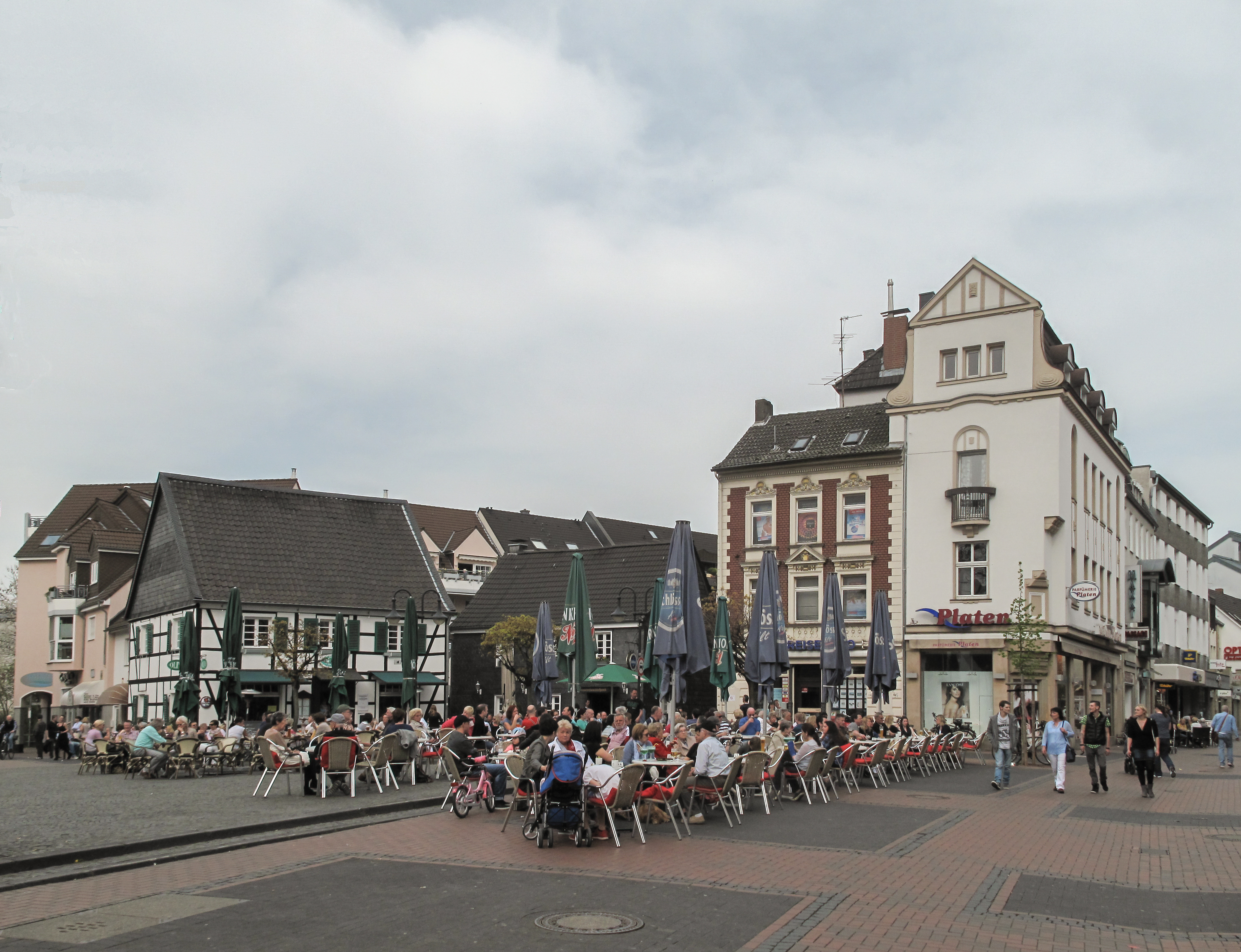
Vista en la calle: Mittelstrasse

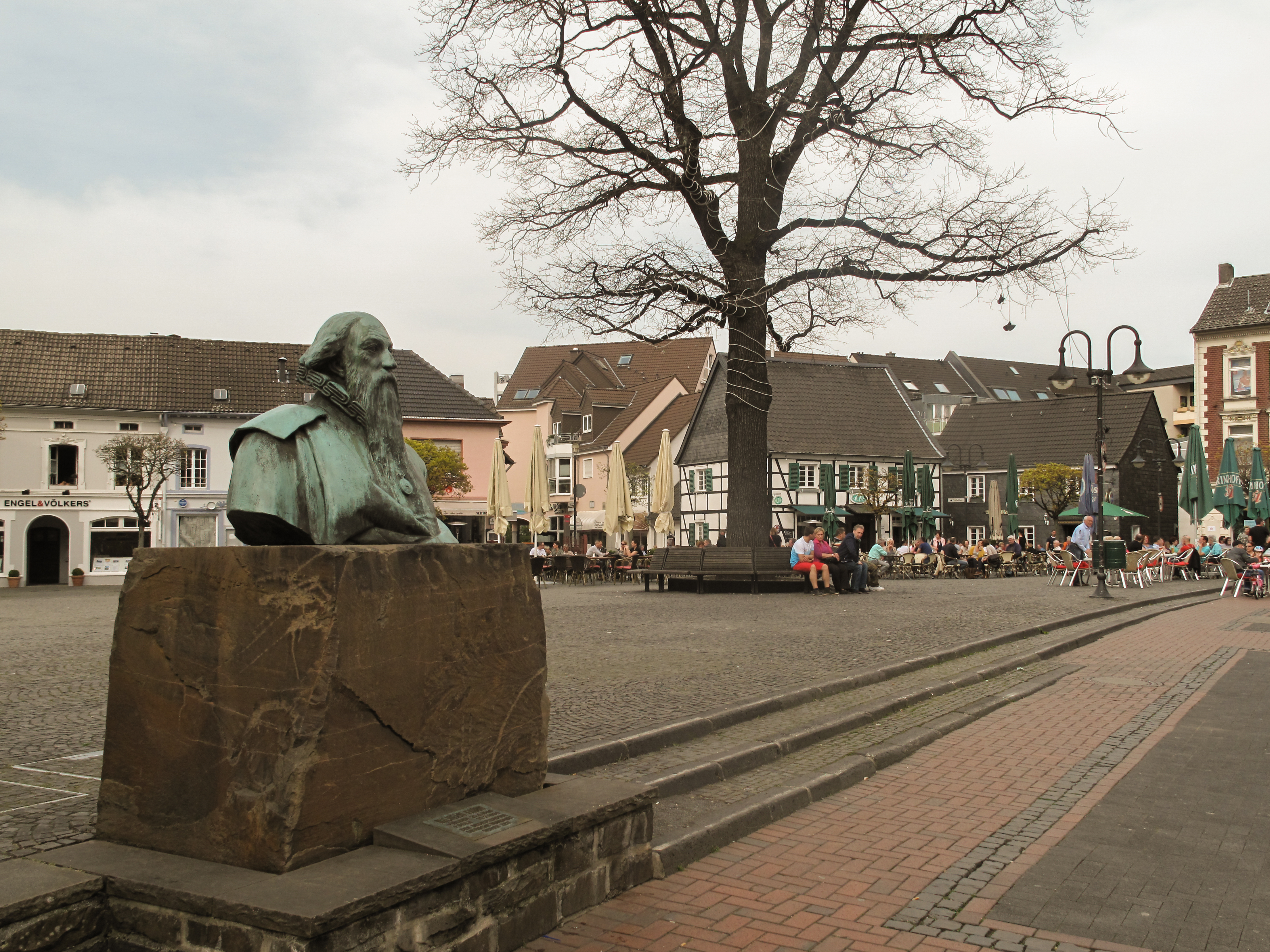
El busto (Wilhelm Fabry) en Mittelstrasse